# Руководители ЦК Компартии Азербайджана (1920—1991)

## Период зарождения
Азербайджанская коммунистическая партия (большевиков) — АКП(б), (с 1952 года — Коммунистическая партия Азербайджана (КПА)), образовалась путём слияния трёх организаций социалистической ориентации: социал-демократической партии «Гуммет», организации «Адалят» и Бакинского комитета Российской коммунистической партии (большевиков) (Бакинского комитета РКП(б)). 
История РКП(б) берёт начало с Российской социал-демократической рабочей партии (РСДРП), основанной 1 марта 1898 года на съезде в Минске. Бакинский комитет РСДРП был создан весной 1901 года руководящим центром бакинских революционных социал-демократов и занял позицию видного революционного деятеля XX века В. И. Ульянова (Ленина) и газеты «Искра». На II съезде РСДРП, прошедшем в 1903 году в Брюсселе и Лондоне, произошёл раскол партии на две фракции: большевиков (во главе с В. И. Лениным) и меньшевиков (во главе с Ю. О. Мартовым). Раскол сохранялся вплоть до 1917 года, когда две фракции окончательно размежевались и стали самостоятельными партиями в виде РСДРП(б) и РСДРП(м). На экстренном VII съезде партии, состоявшемся в 1918 году в Петрограде, РСДРП(б) была переименована в Российскую коммунистическую партию (большевиков) — РКП(б); Бакинский комитет РСДРП(б) стал именоваться Бакинским комитетом РКП(б).
Деятельность организации «Гуммет» («Энергия») берёт своё начало с октября 1904 года. По утвердившемуся в историографии мнению «Гуммет» создал Бакинский комитет РСДРП как свой филиал и эта организация не являлась самостоятельной. С. М. Эфендиев, писал, что она была органически связана с Бакинским комитетом РСДРП и одновременно пользовалась автономией. Зато зарубежные исследователи видели в создании «Гуммет» своеобразный феномен российской социал-демократии, в которой совместились марксизм с тюркским национализмом и которая независимо существовала от РСДРП. Азербайджанская исследовательница И. Багирова пришла к заключению, что инициатива создания «Гуммет» принадлежала группе азербайджанских интеллигентов-демократов. 
Что касается партии «Адалят», то она была основана в 1916 году в Баку иранскими иммигрантами.

## ЦК АКП(б) до образования СССР (1920—1921)

### Формирование аппарата ЦК АКП(б)

#### I съезд АКП(б). Образование Центрального Комитета
11 февраля 1920 года в Баку в помещении Рабочего клуба нелегально собрался I съезд коммунистических организаций Азербайджана. На нём присутствовало свыше 120 делегатов с решающим и совещательным голосом вместе с приглашёнными: по 30 человек от бакинских комитетов РКП(б), «Гуммет» и «Адалят» и более 30 делегатов от уездных партийных организаций. Согласно А. Г. Караеву «на с'езд ком. партии прибыло со всех концов Азербайджана до 150 человек». В работе съезда участвовали также члены Кавказского краевого комитета (крайкома) РКП(б). Многонациональным был состав делегации съезда: 60 азербайджанцев, 30 русских, 10 армян, 3 грузина и т. д.. 
Учитывалось, что съезд мог быть обнаружен властями, а его работа сорвана. Чтоб функционировал руководящий партийный орган при возможной приостановки его работы, съезд после докладов с мест приступил к выбору Центрального Комитета (ЦК). Съезд принял список кандидатур в члены ЦК, представленный от имени Бакинского комитета РКП(б), комитетов организаций «Гуммет» и «Адалят», и избрал Центральный Комитет (ЦК) в составе 43 человек, среди которых были: К. Дж. Агазаде, А. Байрамов, З. Балахлинский, Д. Буниатзаде, М. Гаджиев, Л. Д. Гогоберидзе, И. И. Годлевский, М. Д. Гусейнов, И. И. Довлатов, В. Г. Егоров, А. Г. Караев, М. Б. Касумов, М. М. Мамедханов, В. И. Нанейшвили, М. Г. Плешаков, Н. Г. Полторацкий, Е. И. Родионов, Рустам Керим оглы, Г. Султанов, М. Б. Таиров, Н. И. Тюхтенев, С. М. Эфендиев, А. Б. Юсиф-заде, С. М. Якубов и другие. В июне на работу в Баку ЦК РКП(б) направит Е. Д. Стасову, которую Нариманов введёт в состав ЦК АКП(б).
В резолюции съезда от 12 февраля по организационному вопросу говорилось:

Исходя из местных условий, в интересах единства борьбы за коммунизм, съезд из тактических соображений считает необходимым объединение всех коммунистических партий под названием «Азербайджанская Коммунистическая партия (большевиков)», во главе которой должен стоять Центральный Комитет, избираемый на очередных съездах. В силу необходимости согласовать работу с другими существующими на Кавказе коммунистическими партиями, объявить Азербайджанскую Коммунистическую партию частью общей Кавказской Краевой коммунистической организации и считать Кавказский Краевой комитет своим высшим руководящим органом. С сегодняшнего дня все национальные коммунистические партии в Азербайджане а) «Гуммет», б) «Адалят» и в) Российская Коммунистическая партия в Азербайджане объединяются под названием Азербайджанской Коммунистической партии. Центральные комитеты партий «Гуммет» и «Адалят» ликвидируются и их обязанности возлагаются на Центральный комитет Азербайджанской Коммунистической партии.

На первом пленуме председателем Президиума ЦК был избран М. Д. Гусейнов. В состав Президиума ЦК АКП(б) вошли Д. Буниатзаде, В. Нанейшвили, В. Г. Егоров, А. Г. Караев, Али Байрамов и другие.
Утром 27 апреля ЦК АКП(б) образовал Азербайджанский Временный Революционный Комитет (Азревком) во главе с Нариманом Наримановым, ставший после свержения прежнего правительства высшим органом государственной власти на территории Азербайджана. В его состав вошли несколько членов ЦК АКП(б): М. Д. Гусейнов, Г. Султанов и А. Г. Караев. Следующим днём Азревком постановил образовать Совет Народных Комиссаров Азербайджана (правительство), которое тоже возглавил Нариманов. Народными комиссарами (наркомами) стали следующие члены ЦК АКП(б): Г. Султанов (нарком внутренних дел), А. Г. Караев (нарком труда и юстиции), М. Д. Гусейнов (нарком финансов) и Д. Буниатзаде (нарком просвещения).
Вскоре Кавказский Краевой комитет РКП(б) — ККК РКП(б) — по решению ЦК РКП(б) объявил 20 мая о прекращении своей деятельности и 25 мая решение ККК РКП(б) было утверждено Политбюро ЦК РКП(б). Его место заняло Кавказское бюро ЦК РКП(б) (Кавбюро), созданное постановлением Пленума ЦК РКП(б) от 8 апреля того же года. Если ККК РКП(б) возник на I съезде кавказских организаций РСДРП(б) 2-7 (15-20) октября 1917 года и являлся региональным руководящим органом местных партийных организаций, то Кавбюро уже являлось областным полномочным органом общероссийского партийного центра (то есть ЦК РКП(б)).

#### Лето-осень 1920 года. II съезд АКП(б)
В июне 1920 года состоялся Пленум ЦК АКП(б), который определил новую структуру аппарата ЦК, предусматривающей создание двух Бюро: Организационного бюро (Оргбюро) и Политического бюро (Политбюро). Членами Политбюро стали Н. Нариманов, М. Д. Гусейнов, А. И. Микоян и В. Нанейшвили, а членами Оргбюро — В. Нанейшвили, А. Г. Караев, Г. Стуруа и Д. Буниат-заде. Секретарём Политбюро и Оргбюро ЦК АКП(б) избрали В. И. Нанейшвили.
16-23 октября в Баку состоялся II съезд АКП(б), на котором присутствовало 224 делегата с решающим голосом (по данным дофевральской перерегистрации 1921 года). Съездом был избран ЦК АКП(б); он также поручил Центральному Комитету в кратчайших срок разработать проект Конституции Азербайджанской ССР, положив в основу Конституцию РСФСР. По докладу Нариманова о текущем моменте и задачах партии II съездом АКП(б) была принята резолюция по текущему моменту, имевшая принципиальное значение: 

Азербайджанская Коммунистическая партия является неотъемлемой частью РКП. Отличаясь от неё одним лишь названием, АКП организационно слита с РКП и полностью принимает и проводит её программу, тактику и все решения её руководящих органов. Поэтому задачи, стоящие перед РКП в целом являются важнейшими очередными задачами АКП.

24 октября состоялся первый пленум нового ЦК АКП(б), избравший Политбюро и Оргбюро ЦК АКП(б), членами которых стали: Д. Буниатзаде, М. Д. Гусейнов, В. Г. Егоров, Г. Н. Каминский, М. Б. Касумов, А. Караев, Н. Нариманов, Г. Султанов, Е. Д. Стасова, Р. Ахундов и другие. Каминского избрали секретарём ЦК АКП(б). На состоявшемся 25 октября заседании Оргбюро ЦК было принято Положение об организации Секретариата ЦК АКП(б) и его отделов.

### Председатели Президиума ЦК АКП(б)
| № | Имя (годы жизни)                                                                                       | Фото | Срок             | Срок             | Партия                                                | Дата вступления в партию           | Национальная принадлежность | Примечание                                                         |
| - | --- | ---- | ---------------- | ---------------- | ----------------------------------------------------- | ---------------------------------- | --------------------------- | ------------------------------------------------------------------ |
| 1 | Мирза Давуд Гусейнов (1894—1938) азерб. Mirzədavud Bağır oğlu Hüseynov                                 |      | 28 апреля 1920   | 23 июля 1920     | Азербайджанская коммунистическая партия (большевиков) |                                    | Азербайджанец               | Народный комиссар финансов Азербайджанской ССР (с 28.04.1920 года) |
| 2 | Виктор Нанейшвили (1878—1940) азерб. Viktor İvanoviç Naneyşvili                                        |      | 23 июля 1920     | 9 сентября 1920  | Азербайджанская коммунистическая партия (большевиков) |                                    | Грузин                      |                                                                    |
| 3 | Елена Стасова (1873—1966) азерб. Yelena Dmitriyevna Stasova                                            |      | 9 сентября 1920  | 15 сентября 1920 | Азербайджанская коммунистическая партия (большевиков) | 1898 (датировка по личному мнению) |                             |                                                                    |
| 4 | Владимир Думбадзе (1879—1935) азерб. Vladimir Elizbaroviç Dumbadze груз. კლადიმერ ელიზიბაროვიჩ დუმბაძე |      | 15 сентября 1920 | 24 октября 1920  | Азербайджанская коммунистическая партия (большевиков) |                                    |                             |                                                                    |

### Члены Политбюро ЦК АКП(б)
| Имя (годы жизни)                                                            | Фото | Партия | Дата вступления в партию | Национальная принадлежность | Примечание |
| --------------------------------------------------------------------------- | ---- | --- | ------------------------ | --------------------------- | --- |
| Нариман Нариманов (1870—1925) азерб. Nəriman Kərbəlayi Nəcəf oğlu Nərimanov |      | Азербайджанская коммунистическая партия (большевиков) в составе Российской коммунистической партии (большевиков) | 1905                     | Азербайджанец               | Председатель Азербайджанского Временного Революционного Комитета (с 27.04.1920 года) Председатель Совета Народных Комиссаров Азербайджанской ССР (с 28.04.1920 года) Народный комиссар иностранных дел Азербайджанской ССР (с 28.04.1920 года) |
| Мирза Давуд Гусейнов (1894—1938) азерб. Mirzədavud Bağır oğlu Hüseynov      |      | Азербайджанская коммунистическая партия (большевиков) в составе Российской коммунистической партии (большевиков) |                          | Азербайджанец               | Народный комиссар финансов Азербайджанской ССР (с 28.04.1920 года) |
| Анастас Микоян (1895—1978) азерб. Anastas İvanoviç Mikoyan                  |      | Азербайджанская коммунистическая партия (большевиков) в составе Российской коммунистической партии (большевиков) | 1915                     | Армянин                     | Председатель Азербайджанского совета профессиональных союзов (АСПС) (до октября 1920 года) |
| Виктор Нанейшвили (1878—1940) азерб. Viktor İvanoviç Naneyşvili             |      | Азербайджанская коммунистическая партия (большевиков) в составе Российской коммунистической партии (большевиков) |                          | Грузин                      | Председатель Президиума ЦК АКП(б) (до 9.09.1920 года) Секретарь Политбюро и Оргбюро ЦК АКП(б) |

### Ответственный секретарь ЦК АКП(б)
| № | Имя (годы жизни)                                                | Фото | Срок            | Срок         | Партия | Дата вступления в партию | Национальная принадлежность | Примечание |
| - | --------------------------------------------------------------- | ---- | --------------- | ------------ | --- | ------------------------ | --------------------------- | ---------- |
| 1 | Григорий Каминский (1895—1938) азерб. Qriqori Naumoviç Kaminski |      | 24 октября 1920 | 24 июля 1921 | Азербайджанская коммунистическая партия (большевиков) в составе Российской коммунистической партии (большевиков) |                          | Еврей                       |            |

## ЦК АКП(б) // КПА после образования СССР (1922—1991)
12 марта 1922 года в Тифлисе конференция представителей Центральных Исполнительных Комитетов (ЦИКов) Азербайджанской, Армянской и Грузинской ССР утвердила договор о создании Федеративного Союза Социалистических Советских Республик Закавказья (ФСССРЗ), преобразованного 13 декабря в Закавказскую Социалистическую Федеративную Советскую Республику (ЗСФСР). Спустя несколько дней, 30 декабря, ЗСФСР объединилась с РСФСР, Украинской ССР и Белорусской ССР в Союз Советских Социалистических Республик (СССР, Советский Союз, Союз ССР).
К 1979 году структура Центрального Комитета Компартии Азербайджана выглядела следующим образом: ЦК (Бюро и Секретариат) и различные отделы. Республиканскому Центральному Комитету были подчинены местные партийные организации: два областных комитета — обкома (Нахичеванский и Нагорно-Карабахский) и несколько городских и районных комитетов (горкомов и райкомов). Сам же Центральный Комитет союзной республики был подчинён общесоюзному Центральному Комитету.

### Руководители Секретариата ЦК АКП(б) // КПА
В марте 1922 Пленум ЦК АКП(б) распорядился ликвидировать Оргбюро и Политбюро. Взамен них стали Секретариат и Президиум ЦК. Членами Секретариата стали 3 человека (в их числе С. М. Киров и Р. Ахундов), а в состав Президиума ЦК вошли 9 человек, в том числе Н. Нариманов.
8 января 1926 года Сергея Кирова избирают Первым секретарём Ленинградского губернского комитета (губкома) и городского комитета (горкома) партии и Северо-Западного бюро ЦК ВКП(б). Поскольку он переходил на партийную работу в Ленинград, то на состоявшемся в том же месяце пленуме ЦК АКП(б) был избран новый Секретариат ЦК АКП(б) в составе А. Г. Караева, Л. И. Мирзояна и Г. Б. Агавердиева.
26 января — 10 февраля 1934 года в Москве прошёл XVII съезд ВКП(б), известный также как «Съезд победителей» или «Съезд расстрелянных». 10 февраля Съезд принял новый Устав партии, где говорилось:

…в республиках — ЦК нацкомпартии выделяет для текущей работы соответствующие исполнительные органы в составе не более 11 человек, утверждаемые ЦК ВКП(б), и двух секретарей, первого и второго. Для секретарей обязателен партийный стаж не менее 12 лет.

По итогам прошедшего в октябре 1952 года XIX съезда партии, ВКП(б) была переименована в Коммунистическую партию Советского Союза (КПСС). Начиная с того же года АКП(б) стала именоваться Коммунистической партией Азербайджана (КПА).

#### Первые секретари ЦК КП Азербайджана
| №  | Имя (годы жизни)                                                                                 | Фото | Срок            | Срок             | Партия | Дата вступления в партию                                        | Национальная принадлежность | Дополнительные сведения |
| -- | ------------------------------------------------------------------------------------------------ | ---- | --------------- | ---------------- | --- | --------------------------------------------------------------- | --------------------------- | --- |
| 1  | Сергей Киров (Костриков) (1886—1934) азерб. Sergey Mironoviç Kirov                               |      | 24 июля 1921    | январь 1926      | Азербайджанская коммунистическая партия (большевиков) в составе Российской коммунистической партии (большевиков) (с 1925 года — Всесоюзная коммунистическая партия (большевиков)) | 1904                                                            | Русский                     | Член ЦК РКП(б) // ВКП(б) (с 1923 года) |
| 2  | Левон Мирзоян (1897—1939) азерб. Levon İsaeviç Mirzoyan арм. Լևոն Եսայիի Միրզոյան                |      | 21 января 1926  | 5 августа 1929   | Азербайджанская коммунистическая партия (большевиков) в составе Всесоюзной коммунистической партии (большевиков) | 1917                                                            | Армянин                     | |
| 3  | Николай Гикало (1897—1938) азерб. Nikolay Fyodoroviç Gikalo                                      |      | 5 августа 1929  | 5 августа 1930   | Азербайджанская коммунистическая партия (большевиков) в составе Всесоюзной коммунистической партии (большевиков) |                                                                 |                             | |
| 4  | Владимир Полонский (1893—1937) азерб. Vladimir İvanoviç Polonski                                 |      | 5 августа 1930  | январь 1933      | Азербайджанская коммунистическая партия (большевиков) в составе Всесоюзной коммунистической партии (большевиков) |                                                                 | Еврей                       | |
| 5  | Рубен Рубенов (Мкрытьян) (1893—1937) азерб. Ruben Qukasoviç Rubenov арм. Ռուբեն Ղուկասի Ռուբենով |      | 7 февраля 1933  | 10 декабря 1933  | Азербайджанская коммунистическая партия (большевиков) в составе Всесоюзной коммунистической партии (большевиков) | 1917                                                            |                             | |
| 6  | Мир Джафар Багиров (1895—1956) азерб. Mir Cəfər Abbas oğlu Bağırov                               |      | 15 декабря 1933 | 6 апреля 1953    | Азербайджанская коммунистическая партия (большевиков) в составе Всесоюзной коммунистической партии (большевиков), являющейся секцией Коммунистического интернационала (в 1943 году Коминтерн был распущен; с 1952 года — Коммунистическая партия Азербайджана и Коммунистическая партия Советского Союза) | Указывал 1917, либо 1918 (исключён из партии в марте 1954 года) | Азербайджанец               | Первый секретарь Бакинского городского комитета АКП(б) (1933—1950) Член ЦК ВКП(б) // КПСС (1937—1953)                                                                                       |
| 7  | Мир Теймур Якубов (1904—1970) азерб. Mir Teymur Mir Ələkbər oğlu Yaqubov                         |      | 6 апреля 1953   | 12 февраля 1954  | Коммунистическая партия Азербайджана в составе Коммунистической партии Советского Союза | 1927 (исключён из партии в августе 1956)                        | Азербайджанец               | |
| 8  | Имам Мустафаев (1910—1997) азерб. İmam Daşdəmir oğlu Mustafayev                                  |      | 16 февраля 1954 | 8 июля 1959      | Коммунистическая партия Азербайджана в составе Коммунистической партии Советского Союза |                                                                 | Азербайджанец               | |
| 9  | Вели Ахундов (1916—1986) азерб. Вәли Јусиф оғлу Ахундов                                          |      | 10 июля 1959    | 14 июля 1969     | Коммунистическая партия Азербайджана в составе Коммунистической партии Советского Союза | 1939                                                            | Азербайджанец               | |
| 10 | Гейдар Алиев (1923—2003) азерб. Һејдәр Әлирза оғлу Әлијев                                        |      | 14 июля 1969    | 3 декабря 1982   | Коммунистическая партия Азербайджана в составе Коммунистической партии Советского Союза | 1945 (вышел из партии в июле 1991)                              | Азербайджанец               | Член ЦК КПСС (с 1971 года) Кандидат в члены Политбюро ЦК КПСС (1976—1982) Депутат Верховного Совета СССР VIII и Азербайджанской ССР VII и VIII созывов Герой Социалистического Труда (1979) |
| 11 | Кямран Багиров (1933—2000) азерб. Камран Мәммәд оғлу Бағыров                                     |      | 3 декабря 1982  | 21 мая 1988      | Коммунистическая партия Азербайджана в составе Коммунистической партии Советского Союза | 1961                                                            | Азербайджанец               | Член ЦК КПСС (с 1986 года) |
| 12 | Абдул-Рахман Везиров (1930—2022) азерб. Әбдүлрәһман Хәлил оғлу Вәзиров                           |      | 21 мая 1988     | 20 января 1990   | Коммунистическая партия Азербайджана в составе Коммунистической партии Советского Союза | 1952                                                            | Азербайджанец               | |
| 13 | Аяз Муталибов (1938—2022) азерб. Ајаз Нијази оғлу Мүтәллибов                                     |      | 25 января 1990  | 14 сентября 1991 | Коммунистическая партия Азербайджана в составе Коммунистической партии Советского Союза | 1963                                                            | Азербайджанец               | Член Политбюро ЦК КПСС (1990—1991) Президент Азербайджана (с 1990 года) |

#### Вторые секретари ЦК
Кроме Первого секретаря ЦК АКП(б), до 1952 года в республиканской Компартии было ещё четыре, а в 1952—1953 годах три секретаря, один из которых считался Вторым секретарём. В отличие от Первого секретаря, осуществлявшего общее руководство, секретари ЦК (в том числе Второй секретарь) осуществляли партийное руководство отдельными сферами развития: промышленностью, сельским хозяйством, кадрами, идеологией.
| № | Имя (годы жизни)                                                                     | Фото | Срок             | Срок            | Партия | Дата вступления в партию                 | Национальная принадлежность               | Примечание                                            |
| - | ------------------------------------------------------------------------------------ | ---- | ---------------- | --------------- | --- | ---------------------------------------- | ----------------------------------------- | ----------------------------------------------------- |
| - | Пётр Чагин (Болдовкин) (1898—1967)                                                   |      | 1922             | 1925            | Азербайджанская коммунистическая партия (большевиков) в составе Всесоюзной коммунистической партии (большевиков) | 1917                                     |                                           |                                                       |
| - | Рухулла Ахундов (1897—1938) азерб. Ruhulla Əli oğlu Axundov                          |      | 1 июня 1930      | 5 августа 1930  | Азербайджанская коммунистическая партия (большевиков) в составе Всесоюзной коммунистической партии (большевиков) | 1919                                     | Азербайджанец                             | До 1919 года был левым эсером, членом партии «Анинчи» |
| - | Музаффар Нариманов (1897—1938) азерб. Müzəffər Əliəkbər oğlu Nərimanov               |      | 5 августа 1930   | ноябрь 1930     | Азербайджанская коммунистическая партия (большевиков) в составе Всесоюзной коммунистической партии (большевиков) |                                          | Азербайджанец                             |                                                       |
| - | Гусейн Рахманов (1902—1938) азерб. Hüseyn Paşa oğlu Rəhmanov                         |      | 19 сентября 1933 | 10 декабря 1933 | Азербайджанская коммунистическая партия (большевиков) в составе Всесоюзной коммунистической партии (большевиков) | 1923                                     | Азербайджанец                             |                                                       |
| - | Сергей Кудрявцев (1903—1938)                                                         |      | 10 декабря 1933  | 1934            | Азербайджанская коммунистическая партия (большевиков) в составе Всесоюзной коммунистической партии (большевиков) | 1919                                     |                                           |                                                       |
| - | Алексей Агрба (1897—1938)                                                            |      | март 1934        | январь 1936     | Азербайджанская коммунистическая партия (большевиков) в составе Всесоюзной коммунистической партии (большевиков), являющейся секцией Коммунистического интернационала                                                     | 1920                                     | Абхаз                                     |                                                       |
| - | Атанес Акопов (1903—1938)                                                            |      | 1936             | 1937            | Азербайджанская коммунистическая партия (большевиков) в составе Всесоюзной коммунистической партии (большевиков), являющейся секцией Коммунистического интернационала                                                     | 1920 (исключён из партии в 1937)         | Армянин                                   |                                                       |
| - | Пётр Чеплаков (1906—1985)                                                            |      | май 1938         | 13 мая 1944     | Азербайджанская коммунистическая партия (большевиков) в составе Всесоюзной коммунистической партии (большевиков), являющейся секцией Коммунистического интернационала (в 1943 году Коминтерн был распущен)                | 1927                                     | Русский                                   |                                                       |
| - | Али Ашраф Ализаде (1911—1985) азерб. Ələşrəf Əbdülhüseyn oğlu Əlizadə                |      | 1944             | 1946            | Азербайджанская коммунистическая партия (большевиков) в составе Всесоюзной коммунистической партии (большевиков) |                                          | Азербайджанец                             | Профессор и академик АН Азербайджанской ССР (1945).   |
| - | Гасан Сеидов (1908—1999) азерб. Həsən Əli oğlu Seyidov азерб. Həsən Əli oğlu Seyidov |      | 1946             | июнь 1950       | Азербайджанская коммунистическая партия (большевиков) в составе Всесоюзной коммунистической партии (большевиков) |                                          | Азербайджанец                             |                                                       |
| - | Мир Теймур Якубов (1904—1970) азерб. Mir Teymur Mir Ələkbər oğlu Yaqubov             |      | июнь 1950        | апрель 1952     | Азербайджанская коммунистическая партия (большевиков) в составе Всесоюзной коммунистической партии (большевиков) | 1927 (исключён из партии в августе 1956) | Азербайджанец                             |                                                       |
| - | Виталий Самедов (1919—1984)                                                          |      | 1952             | 1955            | Коммунистическая партия Азербайджана в составе Коммунистической партии Советского Союза (до октября 1952 года — Азербайджанская коммунистическая партия (большевиков) и Всесоюзная коммунистическая партия (большевиков)) |                                          | Азербайджанец по отцу и русский по матери |                                                       |
| - | Дмитрий Яковлев (1906—?)                                                             |      | 1955             | 1961            | Коммунистическая партия Азербайджана в составе Коммунистической партии Советского Союза |                                          |                                           |                                                       |
| - | Владимир Семичастный (1924—2001)                                                     |      | 11 августа 1959  | 28 декабря 1961 | Коммунистическая партия Азербайджана в составе Коммунистической партии Советского Союза | 1944                                     | Русский, но по паспорту украинец          |                                                       |
| - | Пётр Елистратов (1917—1987)                                                          |      | 28 декабря 1961  | 22 мая 1968     | Коммунистическая партия Азербайджана в составе Коммунистической партии Советского Союза | 1939                                     |                                           |                                                       |
| - | Сергей Козлов (1923—2011)                                                            |      | 22 мая 1968      | 20 апреля 1977  | Коммунистическая партия Азербайджана в составе Коммунистической партии Советского Союза | 1947                                     |                                           |                                                       |
| - | Юрий Пугачёв (1926—2007)                                                             |      | 1977             | 1983            | Коммунистическая партия Азербайджана в составе Коммунистической партии Советского Союза |                                          |                                           |                                                       |
| - | Василий Коновалов (род. 1926)                                                        |      | 1983             | 1988            | Коммунистическая партия Азербайджана в составе Коммунистической партии Советского Союза |                                          |                                           |                                                       |
| - | Виктор Поляничко (1937—1993)                                                         |      | 1988             | 1991            | Коммунистическая партия Азербайджана в составе Коммунистической партии Советского Союза | 1959                                     | Русский                                   |                                                       |

### Состав Бюро ЦК АКП(б) // КПА

#### Эпоха Сталина — Багирова
11—12 января 1934 года прошёл XII съезд АКП(б). После съезда состоялся первый пленум ЦК АКП(б), на котором был избран состав Бюро ЦК АКП(б):
- Члены: Первый секретарь ЦК М. Д. Багиров, секретари С. Кудрявцев и Р. Гульбис, Председатель Совета Народных Комиссаров У. Рахманов и его заместитель Г. Агавердиев, а также А. Агрба, А. Акопов, С. Балахнин, Г. Василькин, М. Нариманов, А. Петерсон и С. М. Эфендиев.
- Кандидаты в члены Бюро: Дж. Ахундзаде, А. Везиров, Меджидов, К. Мустафаев, Л. Расулов и Г. Рахманов.
- В состав Бюро также вошёл Первый секретарь Закавказского краевого комитета ВКП(б) Л. Берия.

Сразу после первого с окончания войны XVII съезда АКП(б), прошёдшего 25-28 января 1949 года, членами Бюро ЦК были избраны секретари ЦК М. Д. Багиров, М. Г. Сеидов, С. Кафарзаде, Г. Мамедов, Г. Гасанов, Второй секретарь Бакинского горкома партии А. М. Малютин, Председатель Совета Министров Т. Кулиев, министр государственной безопасности республики С. Ф. Емельянов, глава республиканского МИД М. Алиев и другие лица.
24-27 мая 1951 года состоялся XVIII съезд АКП(б), после которого членами бюро ЦК стали секретари ЦК М. Д. Багиров, М. Т. Якубов, С. Кафарзаде, Г. Гасанов, Т. Аллахвердиев, Второй секретарь Бакинского горкома А. М. Малютин, председатель Совета Министров Т. Кулиев, его первый заместитель М. Г. Сеидов, председатель Президиума Верховного Совета Н. Гейдаров, министр государственной безопасности С. Емельянов, редактор республиканской армяноязычной газеты «Коммунист» А. Амирханян.

#### Хрущёвское время
28—30 января 1958 года проходил XXII съезд КПА, избравший ЦК КПА. На пленуме ЦК КПА, состоявшемся 30 января, было избрано Бюро ЦК КП в следующем составе: И. Абдуллаев, Т. Аллахвердиев, В. Ю. Ахундов, А. Байрамов, Г. М. Джафарли, М. Искендеров, М. Т. Мамедов, И. Д. Мустафаев, С. Оруджев, С. Рагимов и Д. Н. Яковлев. Среди них лишь С. Г. Рагимов состоял в Бюро до июля.
16-18 февраля 1960 года состоялся XXIV съезд Коммунистической партии Азербайджана. 18 февраля 1960 года состоялся пленум ЦК Компартии Азербайджана, избранного XXIV съездом КП Азербайджана. Пленум избрал первым секретарём ЦК Компартии Азербайджана тов. В.Ю. Ахундова. Вторым секретарём ЦК избран тов. Семичастный В.Е., секретарями ЦК - т.т. Э.Н. Алиханов, С.А. Мирзоев, Н.М. Гаджиев (скончался 30 июля 1962 года). Членами бюро ЦК КП Азербайджана избраны Т.А. Аллахвердиев, Э.Н. Алиханов, П.А. Арушанов, В.Ю. Ахундов, С.А. Везирова, Н.М. Гаджиев, С.М. Джафаров, М.А. Искендеров, С.А. Мирзоев, Р.Н. Садыхов, В.Е. Семичастный. Кандидаты в члены бюро т.т. М.А Али-заде, К.А. Гусейнов, А.Ф. Щеглов.
[Газета "Бакинский Рабочий", 19 февраля 1960 года.]
6 декабря 1962 года состоялся VII пленум ЦК Компартии Азербайджана, посвящённый итогам Ноябрьского пленума ЦК КПСС и задачам Азербайджанской партийной организации. На нём был избран Президиум ЦК КПА, а также утверждены Бюро ЦК КПА по руководству промышленным производством (председатель Бюро А. Д. Амиров) и Бюро ЦК КПА по руководству сельскохозяйственным производством (председатель Бюро Г. Х. Кязимов). Президиум ЦК КПА включал:
- 8 членов: Первый секретарь В. Ю. Ахундов, Второй секретарь П. М. Елистратов, секретари Х. Г. Везиров (с августа 1962 года), А. Д. Амиров (с февраля 1962 года), А. Г. Керимов (с декабря 1962 года) и Г. Х. Кязимов (с декабря того же года), а также Э. Н. Алиханов и М. А. Искендеров.
- 2 кандидата в члены президиума: Г. А. Мелкумян и А. Ф. Щеглов.

#### Брежневский период
ЦК КПА, избранный в ходе проходившего 24—26 февраля 1966 года XXVII съезда КПА, на состоявшемся 15 апреля II пленум принял постановление о переименовании Президиума ЦК КПА в Бюро ЦК КПА. По состоянию на 1967 год Бюро ЦК Компартии Азербайджана включал:
- 8 членов: Первый секретарь В. Ю. Ахундов, второй секретарь П. М. Елистратов, секретари А. Амиров, Ш. Курбанов (скончался 24 мая 1967 года), Г. Х. Кязимов, а также Э. Н. Алиханов, А. Ибрагимов, М. А. Искендеров,
- 3 кандидатов в члены Бюро ЦК КПА: А. М. Кадыров, А. Керимов, Г. А. Мелкумян

В составе Бюро ЦК Компартии Азербайджана, избранного 12 марта 1971 года, было:
- 10 членов: Г. А. Алиев, Д. П. Гулиев, А. Ибрагимов, Г. Ибрагимов, И. Ибрагимов, А. Керимов, С. В. Козлов, Ф. А. Олифиров, Г. Сеидов и К. Халилов
- 3 кандидатов в члены Бюро: В. С. Красильников, Г. А. Мелкумян и Г. Ш. Эфендиев.

По состоянию на апрель 1977 года в состав Бюро ЦК КПА входило:
- 11 членов: Г. А. Алиев, А. И. Ибрагимов, Г. Х. Ибрагимов, И. А. Ибрагимов, А. Г. Керимов, Ю. Н. Пугачёв, А. У. Константинов, В. С. Красильников, Р. Г. Мамедзаде, Г. Н. Сеидов и К. А. Халилов
- 5 кандидатов в члены Бюро: И. Н. Аскеров, В. Гусейнов, З. Гусейнова, Б. С. Кеворков и Г. Ш. Эфендиев.

На 1978 год членами Бюро не были И. А. Ибрагимов и Р. Г. Мамедзаде, а кандидатом в члены — В. А. Гусейнов; в июле того же года в состав Бюро вошёл К. М. Багиров.

### Отделы ЦК АКП(б) // КПА, существовавшие на протяжении 1920—1991 годов
| - административных органов - водного хозяйства и сельского строительства - зарубежных связей - культуры - лёгкой и пищевой промышленности - науки и учебных заведений - общий - организационно-партийной работы - партийная комиссия - по работе в деревне | - по работе среди женщин (с 1924 года — отдел работниц и крестьянок, а в 1930 году реорганизован в сектор по работе среди работниц и крестьянок при отделе агитации и массовых кампаний) - промышленно-транспортный - пропаганды и агитации - сельскохозяйственный - строительства и городского хозяйства - торговли, плановых и финансовых органов - управление делами - химической и нефтяной промышленности |

Заведующим отделом по работе в деревне был Р. Ахундов, а руководителями отдела по работе среди женщин: Е. Д. Стасова, В. Берцинская.